# 1650 в Україні
Триває Хмельниччина — період 1648—1657 років та повстання під проводом Богдана Хмельницького — перша фаза Української національної революції XVII століття; передумови періоду Гетьманщини.

## Події
- 19 липня представник турецького султана Осман-ага в Чигирині уклав воєнний союз з Богданом Хмельницьким.
- засновані Остерський полк та Чечельницький полк
- засновано Хрестовоздвиженський монастир у Полтаві на честь перемоги повстанців над військами польських магнатів і шляхти та визволення Полтави і краю від польсько-шляхетського поневолення.

## Особи

### Народились
- Красноперич Іван Іванович (1650—1718) — Полтавський полковий хорунжий, полтавський полковий суддя (1691—1709 рр.). Також сотник Полтавської городової сотні, Полтавський городовий отаман (1682—1683 рр.; 1688; 1695—1697 рр.).
- Філофей (Лещинський) (1650—1727) — український релігійний діяч, митрополит Сибірський і Тобольський Відомства православного сповідання Російської імперії. Православний місіонер у Китаї.

### Померли
- Гуцький — український політичний та військовий діяч, кошовий отаман Війська Запорозького.
- Данилович Іван Миколай — польський магнат гербу Сас (руського походження), політичний та військовий діяч Речі Посполитої.

## Засновані, зведені
- Кролевецька сотня
- Протокатедральний собор всіх святих українського народу (Підгайці)
- Атюша
- Безугляки
- Бігач
- Білошицька Слобода
- Бондарівка (Сосницький район)
- Вільхи
- Вільшани (смт)
- Гаразджа
- Голики
- Городище (Менський район)
- Данилівка (Менський район)
- Долина (Обухівський район)
- Жадове
- Іванівка (Вовчанський район)
- Йосипівці (Білогірський район)
- Каленна
- Карасин (Сарненський район)
- Козари
- Куликів (Кременецький район)
- Куликівка (смт)
- Курилівка (Ніжинський район)
- Луги (Чечельницький район)
- Лупасове
- Люботин
- Маслопуща
- Оріховиця
- Пересічне
- Плюти
- Пологи-Яненки
- Попівка (Новгород-Сіверський район)
- Поромівка
- Рогань
- Савинки
- Селище (Носівський район)
- Середина-Буда
- Синдаревське
- Слобідка (Деражнянський район)
- Смяч (Новгород-Сіверський район)
- Солоницівка
- Стара Рудня (Сновський район)
- Стрітівка
- Тарасівка (Тульчинський район)
- Троїцьке (Рокитнянський район)
- Шибиринівка
- Яблунівка (Кагарлицький район)